# Элисские языки
Э́лисская подгру́ппа полинезийской группы австронезийской семьи состоит из языка тувалу и ещё 7 языков полинезийских эксклавов — капингамаранги, нукуману, нукуоро, нукуриа, луангиуа, сикаиана, такуу.
- Элисские языки
  - тувалу
  - капингамаранги
  - нукуману
  - нукуоро
  - нукуриа — Нукуриа (остров)
  - луангиуа — атолл Онтонг-Джава
  - сикаиана — атолл Сикаиана
  - такуу